# Koji Fujiwara
Koji Fujiwara é um matemático japonês, professor da Universidade de Quioto.
Obteve um doutorado em 1993 na Universidade de Tóquio, orientado por Kenji Fukaya, com a tese Laplacian on graphs.
Foi palestrante convidado do Congresso Internacional de Matemáticos no Rio de janeiro (2018: Constructing group actions on quasi-trees).